# Rimas Kurtinaitis
Rimas Kurtinaitis (* 5. května 1960 Kaunas) je bývalý litevský basketbalista a v současnosti úspěšný trenér.
Jako hráč reprezentoval Sovětský svaz a posléze i samostatnou Litvu. Se sovětskou reprezentací vyhrál olympijský turnaj v soulu roku 1988, získal stříbro na mistrovství světa v roce 1986 a vyhrál mistrovství Evropy v roce 1985. Krom toho má z evropského šampionátu bronz z roku 1989. S litevskou reprezentací svou medailovou sbírku ještě rozšířil, o dva bronzy z olympijských her (1992, 1996) a stříbro z mistrovství Evropy v roce 1995. Jeho největším trenérským úspěchem je zisk tří Eurocupů, tedy vítězství ve druhé nejprestižnější evropské klubové soutěži. První vyhrál v roce 2009 s litevským klubem Rytas Vilnius, v roce 2012 a 2015 pak stejného úspěchu dosáhl s ruským BC Chimki.